# Галактическая Федерация
«Галактическая Федерация» — советская и российская рок-группа. Название группы было заимствовано у молодёжного движения «Galactic Federation» («гражданин мира, странник»). Основатель, лидер и идейный вдохновитель — Анатолий Вишняков. Творчество группы принадлежит музыкальному направлению «Rock Orthodox» («православный рок»). По утверждению основателя группы, именно им было впервые предложено название для данного направления в музыке. Православный рок является одним из течений христианского рока, который, по мнению некоторых исследователей, становится способом налаживания связи между церковью и молодежью. По словам самих музыкантов, рок — это современный язык молодежи, а музыкант становится для них проповедником. Тематическая составляющая лирики группы базируется на религиозных представлениях, затрагивая темы добра и зла, Христа, веры и России. В текстах прослеживается интерес к пространству и времени, упоминаются исторические события, отрывки православных молитв. Состав коллектива неоднократно менялся. Изменениям подвергался также и музыкальный стиль группы. По словам журналиста и музыкального критика, В. Пересветова, «…музыканты „Галактической Федерации“ играют на стыке лучших традиций мирового арт- и хард-рока, внося элементы русского фольклора…». В настоящее время группа использует различные музыкальные стили, вплоть до тяжёлого рока, но в основе её композиций — русская этническая и симфоническая музыка. Исследователи и журналисты отмечают высокое исполнительское мастерство группы и оригинальность исполнения.

## История
Вопрос о времени основания группы остается спорным. В 1986—1987 годах в Ленинграде образовалась группа «ПримЪер». Одним из основателей стал Анатолий Вишняков, он также был вокалистом и гитаристом группы. В 1989 году группа вступила в Ленинградский рок-клуб, а в 1990 распалась. Некоторые исследователи, в частности, историк Т. К. Никольская, считают, что «Галактическая Федерация» была образована в 1990 году после распада «Примьера». Однако лидер группы утверждает, что «Примьер» не распадался, но лишь сменил название, так как главная идея группы, часть музыкантов, а также многие композиции перешли в репертуар «Галактической Федерации». Поэтому год образования «Галактической Федерации» может быть соотнесен с годом образования «Примьера». Первый альбом группы под брендом «Галактическая Федерация» выходит в 1991 году и носит название «Русь Святая». В том же году музыканты получили благословение на творчество у настоятеля Свято-Николо-Богоявленского морского Собора, протоиерея Богдана Сойко. В 1992 году выходит сборник «Антология христианского рока в России» от продюсерской компании «Мессия» И. Королёва, куда вошли композиции «Галактической Федерации». В этом же году творчество группы благословил Патриарх Московский и всея Руси Алексий II. В целом, жанр «православного христианского рока» получил одобрение Патриарха. В 1993 году группа получила благословение митрополита Санкт-Петербургского и Ладожского Иоанна, а в 1994 году — благословение Патриарха Иерусалимского Диодора. В 1993 году группой был создан Православный Музыкальный Центр. В 1997 году группа временно приостановила концертную деятельность и возобновила её только в 2002-м.

## Концертная деятельность и участие в фестивалях
Выступления группы проходят в городах России и других странах, среди них:
- 1992 — выступление на международном христианском рок-фестивале в Швейцарии[10].

Наши русские друзья предложили нам программу очень высокого уровня. В их музыке, в явно рок-стиле, звучали акценты их фольклора, настолько сильны они, что иногда можно было спутать электрогитары с балалайкой. И это так! А голоса…! Супер! Завидовать хору донских казаков им не приходится… Эта православная группа хочет передать любовь и мир своей страны и напомнить о Боге Иисусе Христе способом, наиболее понятным молодёжи
Оригинальный текст (фр.)Nos amis “russes”, quant à eux, nous ont offert un programme d’une très grande qualité. Leur musique, d’un style résolument rock, résonnait d’accent provenant de leur folklore, à tel point qu’on pouvait confondre parfois la guitar électrique avec une balalaika!Authentique! Et les voix…! Superbes! Ils n’ont rien à envier aux Cosaques du Don…ce groupe orthodoxe désirait apporter un message d’amour et de reconciliation dans son pays et annoncer le Dieu de Jésus-Christ d’une maniére plus compréhensible aux jeunes XXe siècle.
— Une fete reussie // Schadrack. — 1992. — №69.— С. 16—17.
- 10 октября 1992 — выступление на музыкальном фестивале «Пробуждение» в г. Сергиев Посад[18].
- 4 ноября 2012 — выступлением в ДС «Юбилейный» г. Санкт-Петербург, посвященное 25-летию творческого пути[19].
- 19 мая 2013 — пасхальный концерт «Триединство» в Ледовом Дворце г. Санкт-Петербурга[20].
- 11 января 2014 — концерт «Рождественская симфония» в Ледовом Дворце г. Санкт-Петербург  в сопровождении симфонического оркестра[21][22].
- май 2014 год — концерт «Пасхальный перезвон» в Театре Эстрады в сопровождении симфонического оркестра[23].
- 10 мая 2015 — концерт «Великой Победе посвящается!» в Ледовом Дворце Санкт-Петербурга в сопровождении казачьего хора[24].

## Состав
- Анатолий Вишняков — вокал, гитара
- Сергей Кныш — клавишные
- Владимир Погуткин — барабаны

## Дискография
За время существования группы было издано 28 альбома.
1. «Русь Святая» 1991 г.
2. «Ты на чьей стороне?» 1992 г.
3. «Я пою о Христе» 1993 г.
4. «Стонет душа» 1994 г.
5. «Я обрёл Христа» 1995 г.
6. «Родина, встань с колен» 1996 г.
7. «Плач юродивого» 1997 г.
8. «Осень» 2003 г.
9. «Возрождение» 2004 г.
10. «Путь к Дивеево» 2005 г.
11. «Колокольчики» 2006 г.
12. «Царские Врата» 2007 г.
13. «Музыка на тему I» 2007 г
14. «Двери» 2008 г.
15. «Главная дорога» 2008 г.
16. «Струны души» 2009 г.
17. «Мотылёк» 2009 г.
18. «От любви» 2010 г.
19. «Горемычная душа» 2011 г.
20. «Прогресс» 2012 г.
21. «Музыка на тему II» 2013 г.
22. «Яко с нами Бог!» 2014 г.
23. «Сизари» 2016 г.
24. «Утро доброе, страна!» 2018 г.
25. «Белый парус» 2019 г.
26. «Петербургское танго» 2022 г.
27. «Такая музыка» 2023 г.
28. «По волнам памяти» 2023 г.